# Eleição da cidade-sede dos Jogos Olímpicos de Verão de 2004
A eleição da cidade-sede dos Jogos Olímpicos de Verão de 2004 ocorreu em 5 de setembro de 1997, durante a 106ª Sessão do COI, realizada em Lausanne, Suíça. Cinco cidades eram candidatas:
- Atenas
- Buenos Aires
- Cidade do Cabo
- Estocolmo
- Roma

A votação seguiu o procedimento habitual: na primeira rodada, cada membro do COI com direito a voto escolheria uma das cinco candidatas. No final, caso nenhuma atingisse a maioria absoluta, a menos votada era eliminada (em caso de empate, as duas cidades empatadas passariam por uma votação extra) e a votação recomeçava com as restantes, até que essa condição fosse satisfeita, o que só aconteceu na última rodada, com a vitória de Atenas sobre Roma:
| Cidade         | CON           | 1ª rodada | Desempate | 2ª rodada | 3ª rodada | 4ª rodada |
| -------------- | ------------- | --------- | --------- | --------- | --------- | --------- |
| Atenas         | Grécia        | 32        |           | 38        | 52        | 66        |
| Roma           | Itália        | 23        |           | 28        | 35        | 41        |
| Cidade do Cabo | África do Sul | 16        | 62        | 22        | 20        | —         |
| Estocolmo      | Suécia        | 20        |           | 19        | —         | —         |
| Buenos Aires   | Argentina     | 16        | 44        | —         | —         | —         |

## Outras cidades
As seguintes cidades não foram escolhidas como finalistas pelo COI:
- Rio de Janeiro
- San Juan
- Istambul
- Lille
- São Petesburgo
- Sevilha